# Lira ottomana
La lira ottomana è stata la valuta dell'Impero ottomano dal 1844  al  29 ottobre 1923. Sostituiva il kuruş come valuta principale. Il kuruş continuò ad essere usato come frazione della lira con un valore di 100 kuruş = 1 lira. Anche il para continuò ad essere usato, con 40 para = 1 kuruş. 

## Storia
Nelle lingue europee il kuruş era noto come piastra, mentre la lira era anche nota come livre in francese.
Tra il 1844 e il 1881, la lira adottò lo standard bimetallico, con 1 lira = 6.61519 grammi di oro puro = 99.8292 grammi di argento puro. Nel 1881 fu adottato il sistema aureo mantenuto fino al 1914. La prima guerra mondiale vide la Turchia abbandonare il gold standard e la lira oro fu valutata nove lira in carta moneta agli inizi degli anni 1920.

### Monete
Tra il 1844 e il 1855, furono introdotte monete nei tagli di 1, 5, 10, 20 para, ½, 1, 2, 5, 10, 20 kuruş e ¼, ½, 1, 2½ e 5 lira. Le monete in para furono battute in rame, i kuruş in argento e la lira in oro. La monete da 1 para non furono più emesse dopo il 1859, e le altre monete di maggior valore in rame cessarono la produzione tra il 1863 e il 1879. Nel 1899 furono introdotte monete di biglione da  5 e 10 para, seguite da monete in da nickel 5, 10, 20 e 40 kuruş nel 1910. Le monete d'oro continuarono ad essere coniate dopo l'abolizione del the gold standard, anche negli anni 1920, ma presto il loro valore reale era superiore al valore dell'equivalente taglio in carta moneta.

### Banconote

Banconota da 100 lira

La banca centrale ottomana emise per la prima volta della banconote denominate  Kaime nel 1862, nel taglio da 200 kuruş. Le banconote avevano il testo in turco e in francese. Banconota da  1, 2 e 5 lira furono introdotte nel 1873. Nel 1876, furono introdotte banconote in tagli più piccoli da 1, 5, 10, 20, 50 e 100 kuruş. Nel 1908 furono introdotte  banconote da 50 e 100 lira.
Dal 1912 il Ministero delle Finanze emise carta-moneta. 
Inizialmente furono prodotte banconote da 5 e 20 kuruş, ¼, ½, 1 e 5 lira, seguite l'anno successivo da tagli da 1 e 2½ kuruş, 2½, 10, 25, 50, 100 e 500 lira. La banconota da 1000 lira fu introdotta nel 1914. Nel 1917 fu emessa cartamoneta sotto forma di  francobolli attaccati a un cartoncino nei tagli da  5 e 10 para.